# Lapášský park
Lapášský park (slovensky Lapášsky park) je chráněný areál v katastrálním území obce Malý Lapáš v okrese Nitra v Nitranském kraji na Slovensku. Území bylo vyhlášeno v roce 1982 a jeho rozloha je 2,19 hektaru. Předmětem ochrany je historický park v okolí kurie u vsi, výrazně zmenšený výsadbou sadu.